# 卡宗古拉縣

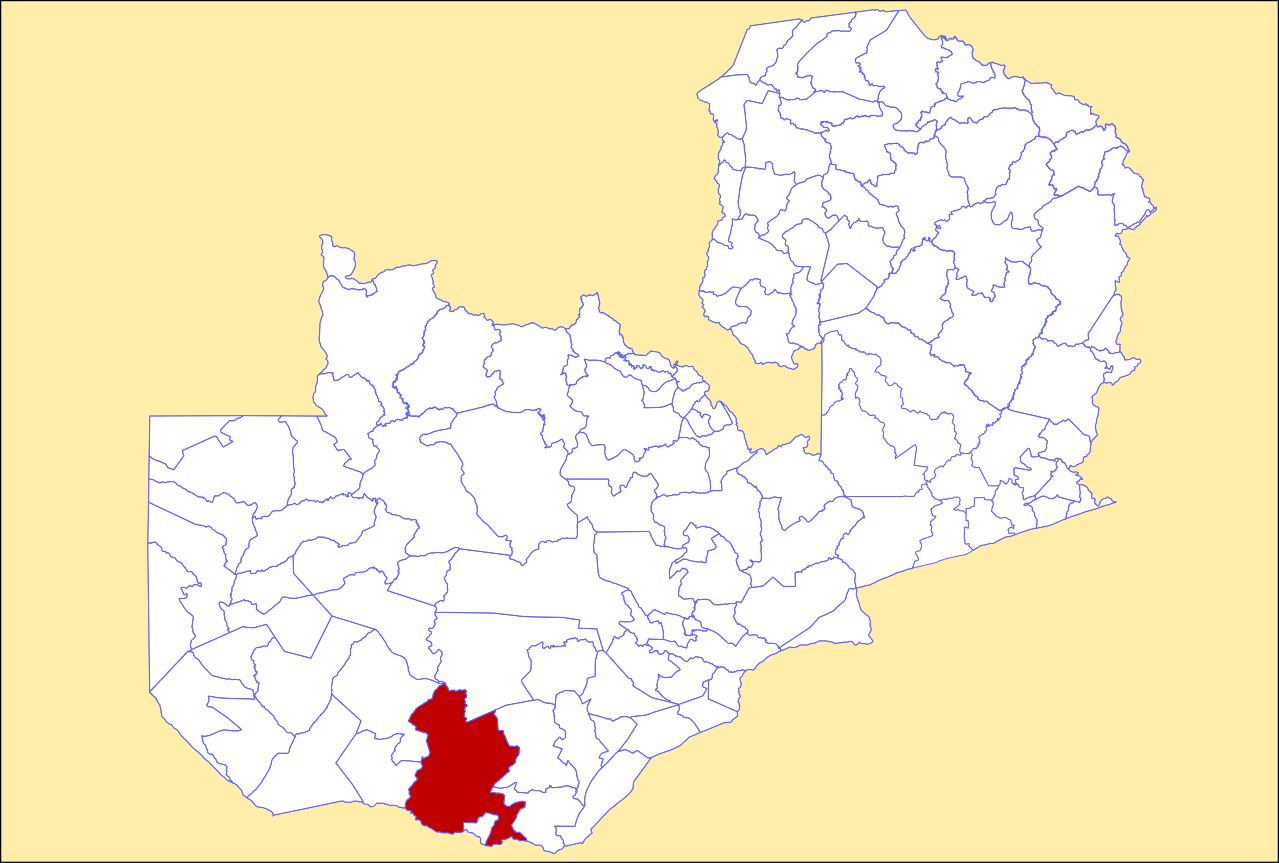

17°00′S 25°37′E / 17.000°S 25.617°E
卡宗古拉縣（英語：Kazungula District），是贊比亞的縣份，位於該國南部，由南部省負責管轄，首府設於卡宗古拉，面積16,835平方公里，2010年該縣份人口104,731，人口密度每平方公里6.2人。